# Monasterio de Santa Ana (Barcelona)
El monasterio de Santa Ana de Barcelona (España) es una iglesia y antiguo monasterio con claustro y sala capitular, vinculado a la Canónigos Regulares del Santo Sepulcro desde el siglo XII, y situado en la calle de Santa Ana, cerca de la actual plaza de Cataluña. El conjunto da nombre al barrio de Santa Ana, uno de los integrantes del Barrio Gótico. La iglesia románica fue declarada monumento nacional en el año 1881 y fue declarado Bien de Interés Nacional.

## Historia
La Orden Canónigos Regulares del Santo Sepulcro envió en 1141 a unos monjes, dirigidos por Guerau con el objetivo de establecerse en Barcelona y el resto de la península ibérica. En 1145 ya hay constancia del primer prior (Bernardo), antiguo canónigo de la catedral de Barcelona, que se encargó del nuevo monasterio barcelonés, mientras que Guerau actuó como prior general para toda la península.
Inicialmente se establecieron en una iglesia situada cerca de la catedral y comenzaron a registrar donaciones a favor de la comunidad. Hay constancia de la construcción de una nueva iglesia en la ubicación actual en 1177. En 1215 una bula del papa Inocencio III confirmó las propiedades del monasterio. En diciembre de 1194 Alfonso II de Aragón donó a la Orden Canónigos Regulares del Santo Sepulcro los actuales términos municipales de Palafurgell y Montrás.
El monasterio de Santa Ana tuvo diversas casas filiales, entre las que se incluían el priorato del Santo Sepulcro de Olèrdola (antes de 1175), el Santo Sepulcro dej Perelada (siglo XVII), la iglesia de San Miguel de la Comanda de Prats del Rey (1261), el priorato de Marcevol (siglo XIII), Valls (1376) y la iglesia de San Vicente de Garraf (1421).
En 1423 se unió con el monasterio de Santa Eulalia del Campo, que años antes se había trasladado al convento desocupado de los frailes del saco. Con esta unión el cenobio pasó a denominarse de Santa Ana y Santa Eulalia. En 1489 se suprimió la Orden Canónigos Regulares del Santo Sepulcro, que se incorporó a la Orden del Hospital, pero el monasterio de Santa Ana continuó llamándose del Santo Sepulcro.
El monasterio acogió las Cortes de Barcelona de 1493 convocadas por el rey Fernando II de Aragón. A partir de 1592 se convirtió en una colegiata secular, a pesar de la oposición de su prior Jaume Castellar, que fue excomulgado.
La parroquia de Santa Ana se creó en 1822. Posteriormente, en 1936, con el inicio de la Guerra Civil un incendio destruyó la cúpula, que posteriormente fue reconstruida con un cimborrio de ladrillo.
El 17 de marzo de 1991, gracias a las gestiones del sacerdote y académico leridano Jordi Farré, entonces vicario de Santa Ana, se recuperó la reliquia del Santo Sepulcro que había desaparecido durante la Guerra Civil, se bendijo el grupo escultórico del Santo Entierro y se restauraron las indulgencias espirituales tradicionalmente establecidas por la Santa Sede (el conocido Jubileo de los Perdones), coincidiendo con el 850º aniversario de la Orden de la Corona de Aragón.

### Priorato

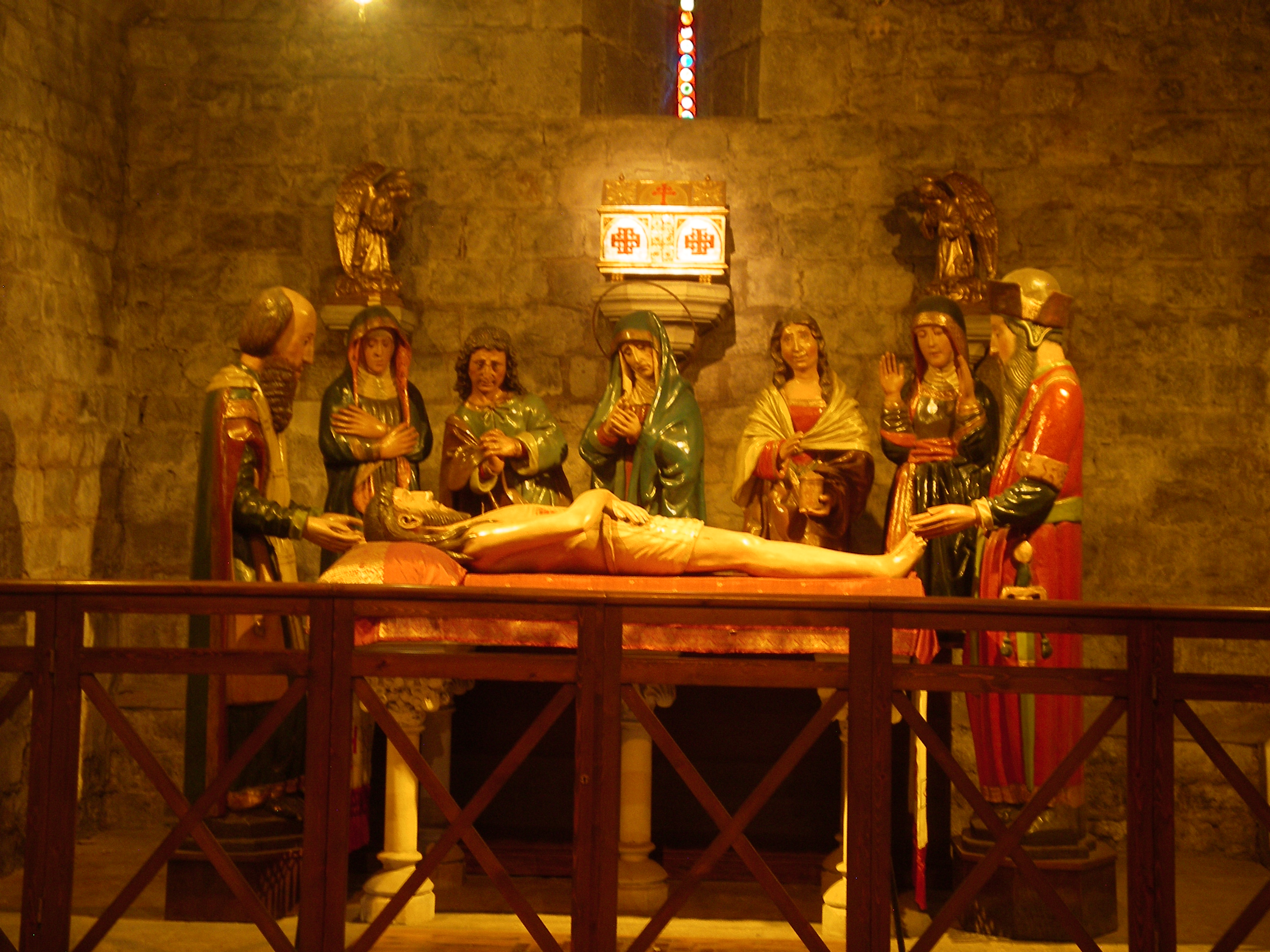
Grupo de estatuas con el Santo Entierro, en la colegiata de Santa Ana

Su patrimonio, conseguido mediante donativos, incluía propiedades en Barcelona y en otras zonas de Cataluña, como Palafrugell y Montrás. En diferentes escudos esculpidos en edificios del núcleo antiguo de Palafrugell, en los hitos de término y en documentación conservada en el archivo municipal se puede ver la cruz patriarcal de Jerusalén, escudo que utilizaba el prior de Santa Ana, superior máximo de la comunidad de Barcelona y que incorporaba a sus títulos el de barón de las siete torres, en referencia a las torres de la muralla de Palafrugell. Hasta el siglo XIX, esta localidad se mantuvo bajo dominio del priorato de Santa Ana, compartido con los monasterios de Sant Miquel de Cruïlles, San Felíu de Guixols y entre otros señores que también tenían allí propiedades y derechos adquiridos.

## Arquitectura

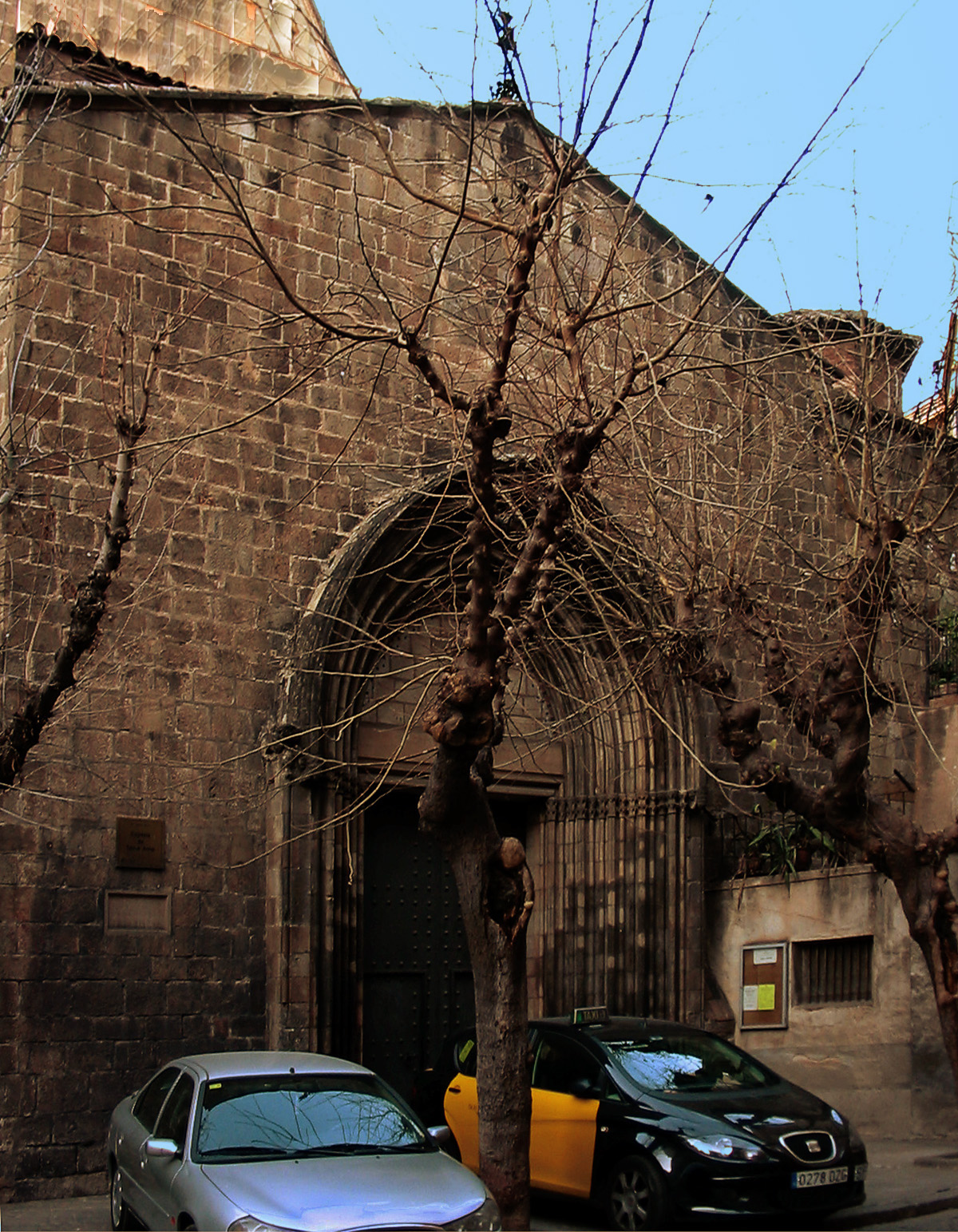
Portal de Santa Ana de Barcelona

La construcción de la iglesia se inició a mitad del siglo XII, durante el periodo románico. El monasterio lo edificó el arquitecto Ramon Amadeu, con la iglesia colegiata de Santa Ana. La construcción continuó durante los tres siguientes siglos, ya en periodo gótico.
Actualmente se conserva la estructura románica original del templo, con ábside cuadrado y planta de cruz, cubiertos con una vuelta de cañón apuntada del siglo XIII. La portada de estilo gótico es original del año 1300. En el siglo XIV se alargó la nave que ya se cubrió con vuelta gótica de crucería y en el siglo XV se construyó el cimborrio, el cual tuvo que ser reconstruido tras la Guerra Civil. La capilla de los Perdones, del siglo XIV, está situada a la izquierda del ábside. Cabe destacar el sepulcro del caballero Miquel de Boera, del siglo XVI. La nueva capilla del Santísimo está decorada con pinturas de Pere Pruna.

## Interior
La capilla de los perdones, del siglo XIV y situada a la izquierda del ábside principal, contiene un grupo de estatuas que representan el Santo Entierro. Las estatuas originales, del siglo XV, se perdieron. Según la tradición, ante estas se guardaban las mismas indulgencias que en la basílica del Santo Sepulcro de Jerusalén.

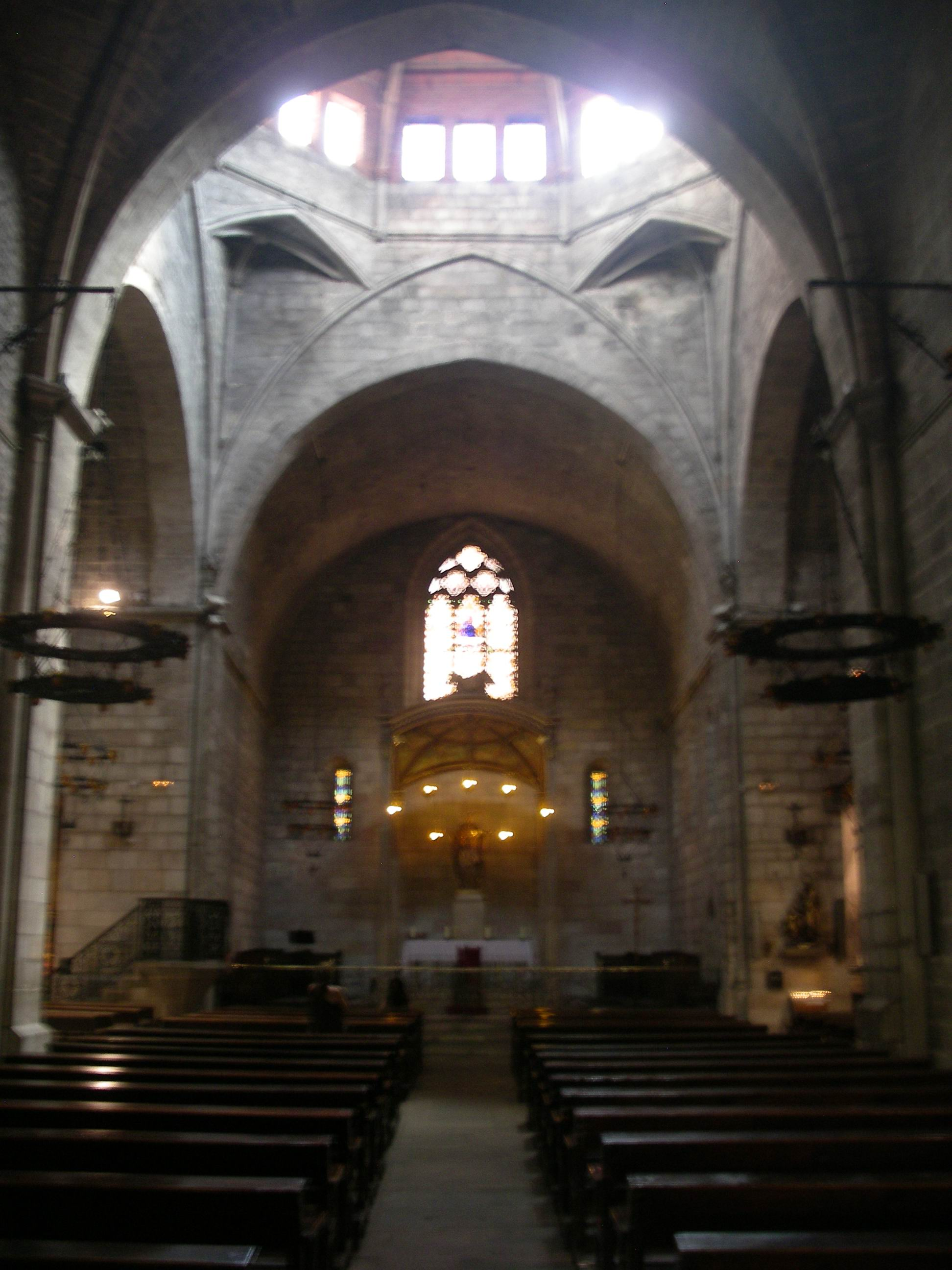
Interior del templo
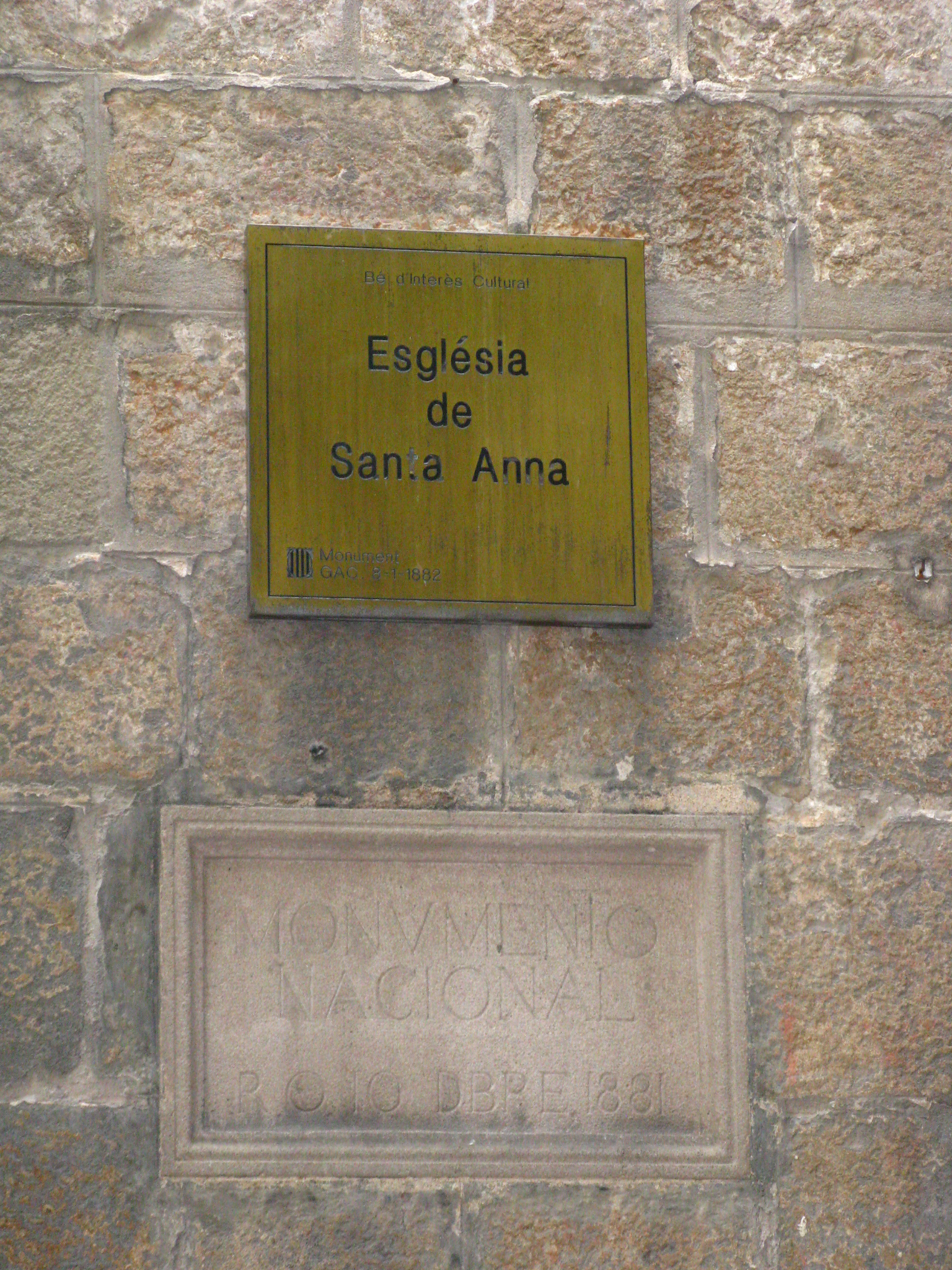
Placa de Bien de Interés Nacional, 1882
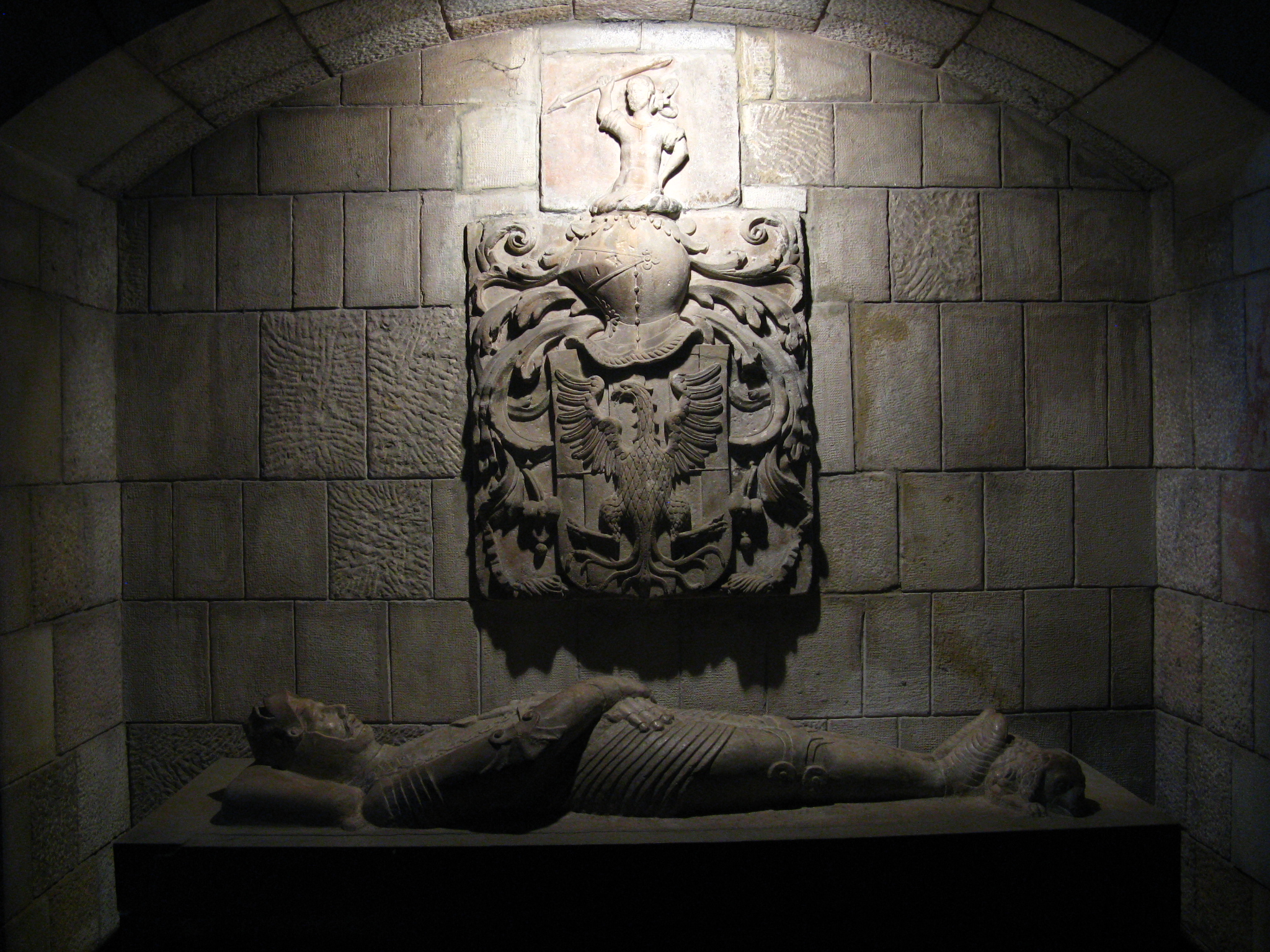
Sepulcro del caballero Miquel de Boera
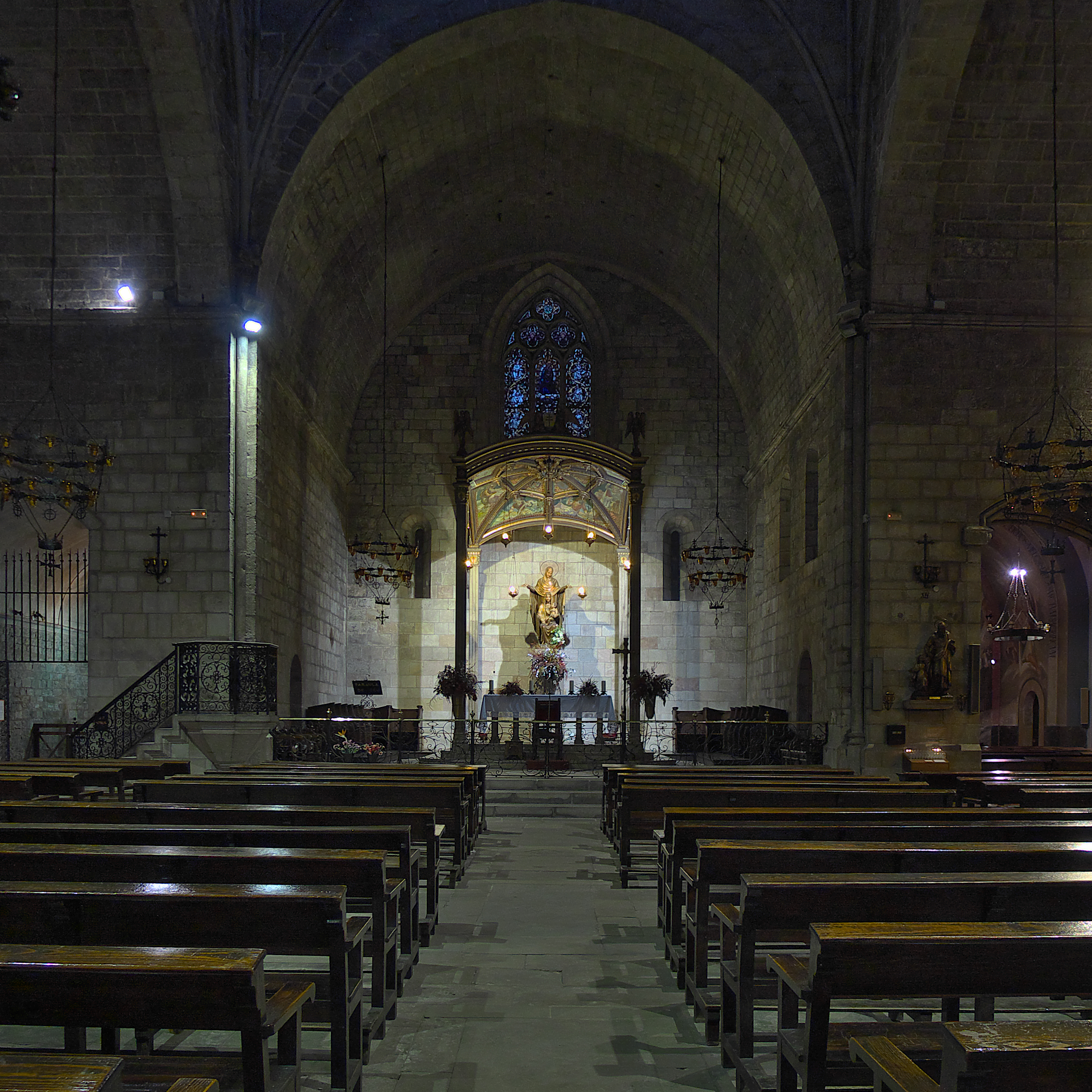
Presbiterio
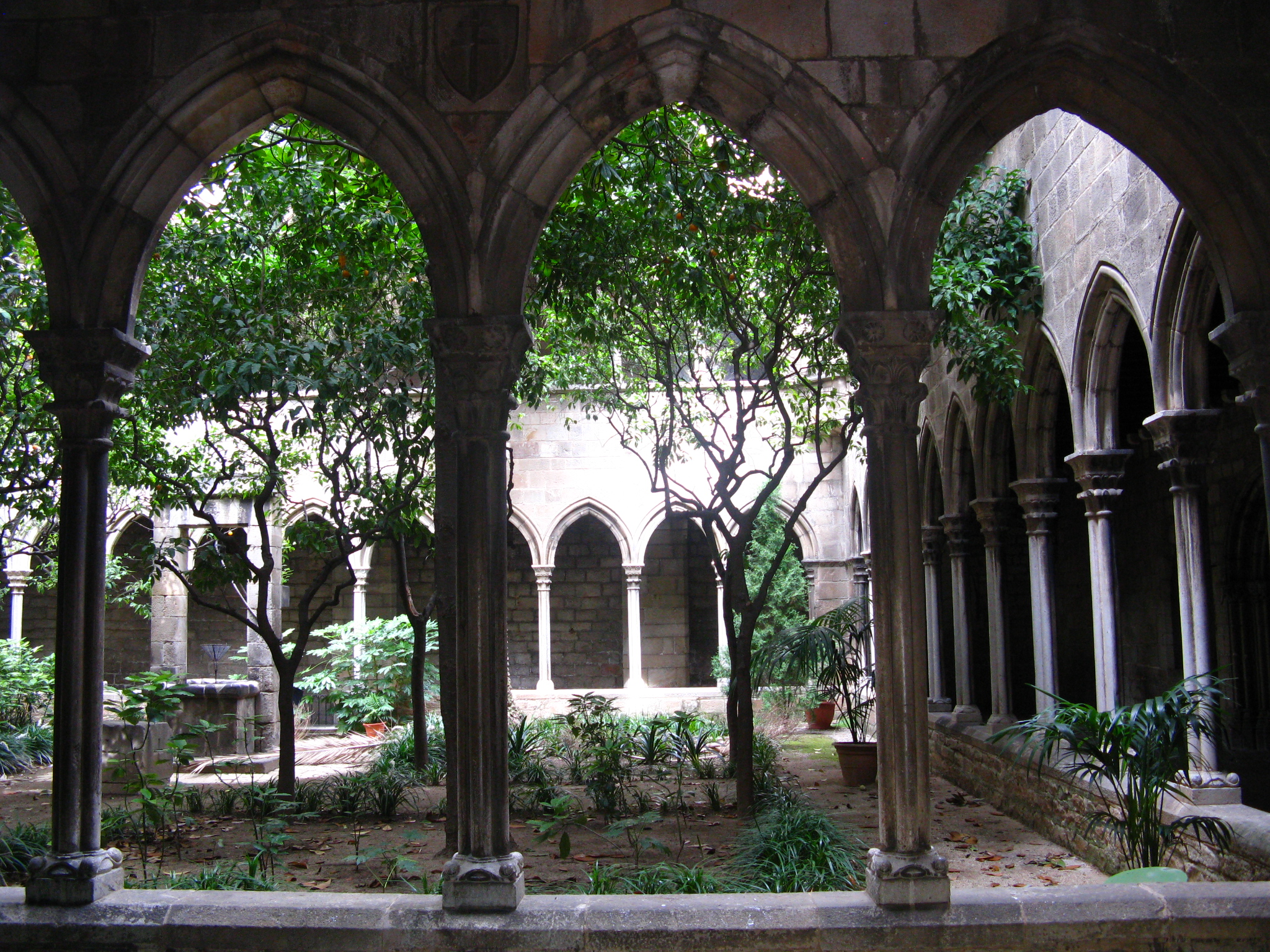
Detalle del claustro

## EsculturaJesus Homeless

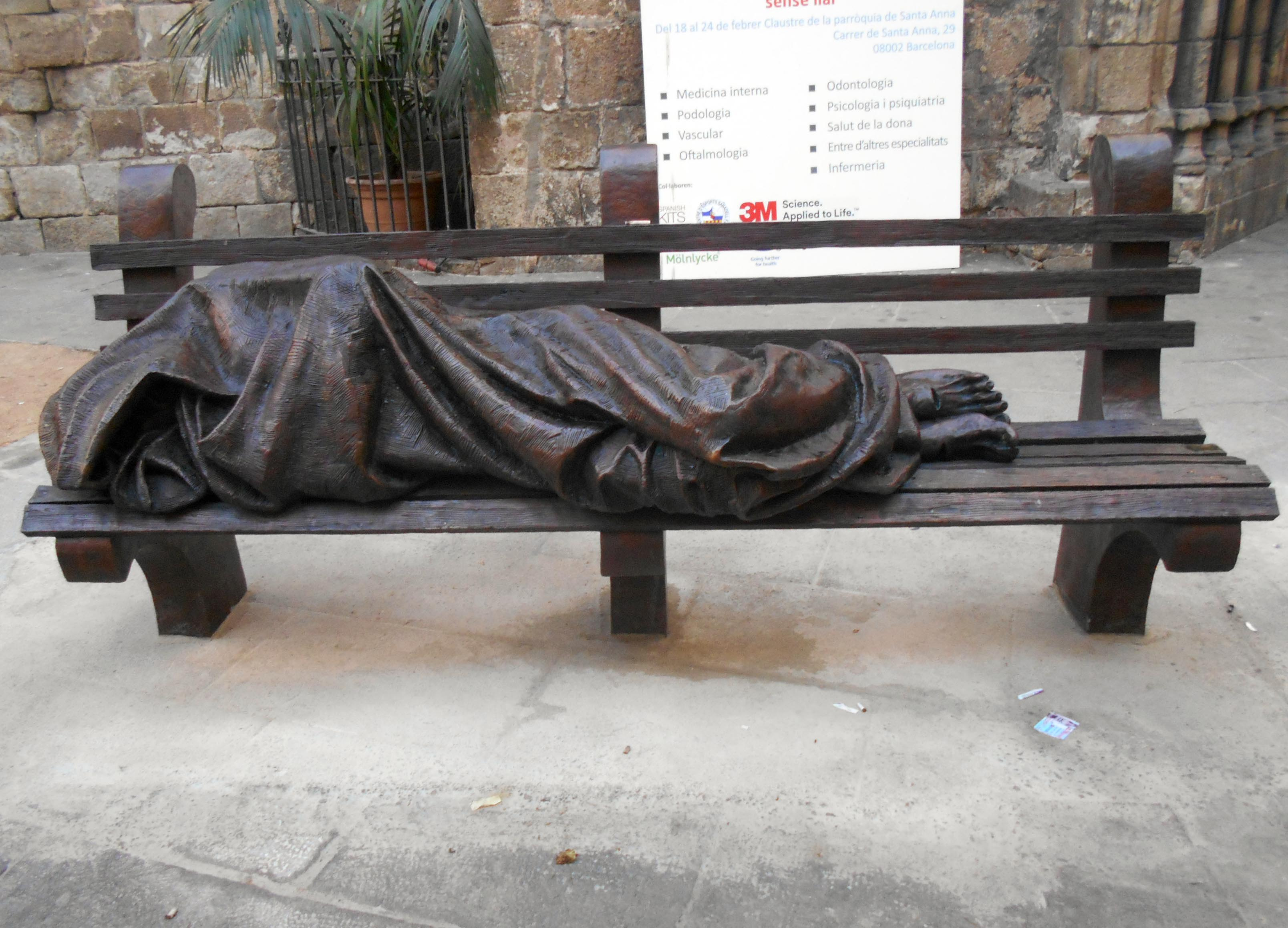
Jesus Homeless, de Timothy Schmalz (2019)

En 2019 se instaló frente a la iglesia la escultura Jesus Homeless (Jesús sin techo), obra del escultor canadiense Timothy Schmalz, réplica de un original elaborado en 2013 y situado en Toronto (Canadá). Representa a Jesús de Nazaret, envuelto con una manta y con los pies descalzos, recostado en un banco, como denuncia de la situación de las personas sin techo.